# Institute
Gli Institute sono stati un gruppo rock alternativo statunitense, formatosi nell'area di New York nel 2004 da Gavin Rossdale in seguito al periodo di pausa/scioglimento della sua band principale, i Bush.

## Storia
Rossdale ha formato il gruppo con Chris Traynor, ex membro degli Helmet nonché chitarrista dei Bush nel tour di Golden State. I due successivamente hanno arruolato Cache Tolman (Rival School) in veste di bassista e il batterista Josh Freese. Freese è stato arruolato soltanto temporaneamente, per sopperire alla mancanza di un batterista per le registrazioni del primo album "Distort Yourself". Rossdale più successivamente ha reclutato Charlie Walker (conosciuto per i suoi lavori con le band newyorkesi Split Lip e Chamerlain) al posto di Freese. Dopo essersi accasati con la Interscope (etichetta che aveva realizzato i primi tre album dei Bush), Rossdale inizia a lavorare all'album con Page Hamilton degli Helmet in veste di produttore, considerando quest'ultimo l'unico in grado di fornire alle registrazioni il suono di chitarra adatto. "Distort Yourself" è stato pubblicato il 13 settembre 2005 per la Interscope Records e ha debuttato al numero 81 della Top 200 di Billboard vendendo nella prima settimana oltre 12 000 copie. Il primo singolo estratto dall'album, "Bullet Proof Skin", è stato incluso nella colonna sonora del film Stealth ed ha raggiunto il ventottesimo posto della Mainstream Rock chart di Billboard e il ventinovesimo nella Modern Rock Chart sempre di Billboard. Gli Institute hanno suonato diverse canzoni dei Bush dal vivo, ad esempio "Machinehead", "The People That We Love" e "Glycerine". Nell'inverno del 2005 gli Institute hanno aperto alcuni concerti del tour promozionale dell'album "Vertigo" degli U2. La band si è poi definitivamente sciolta  e Rossdale ha pubblicato un album solista, WANDERlust nell'aprile del 2008 e riformato i Bush nel 2011.

## Formazione

### Componenti al momento dello scioglimento
- Gavin Rossdale - voce e chitarra
- Chris Traynor - chitarra
- Cache Tolman - basso
- Charlie Walker - batteria

### Ex componenti
- Josh Freese - batteria (solamente nelle registrazioni in studio dell'album Distort Yourself)

## Discografia
- 2005 - Distort Yourself